# Project46
Project46 é uma banda brasileira de metal formada em 2008 por Jean Patton e Vini Castellari.
A banda já publicou um EP e três álbuns de estúdio.
Já se apresentou em grandes festivais como o Monsters of Rock em 2013, Rock in Rio em 2015 e Maximus Festival em 2016.

## História
O Project46 começou em 2008 como uma banda tributo a Slipknot com o nome de Kroach, que mais tarde adotaria "Project46" em homenagem aos membros do Slipknot #4 e #6.
Partindo para a produção autoral a banda lançou em 2009 um EP em língua inglesa chamado If You Want Your Survival Sign Wake up Tomorrow que incluía quatro canções e foi lançado de maneira independente.
Seu primeiro álbum de estúdio, Doa a Quem Doer, foi lançado em 2011 com produção de Adair Daufembach e de forma independente assim como o EP. Nesse mesmo ano foi anunciado que Henrique Pucci assumiria a bateria no lugar de Gui Figueiredo.[carece de fontes?]
Em novembro de 2012, Project46 fez seu primeiro show internacional. Convidados a se apresentar no Maquinaria Festival no Chile, onde se apresentaram Cavalera Conspiracy, Stone Sour e Slayer.
Em 2013, a banda se apresentou no festival Monsters of Rock que ocorreu no Sambódromo do Anhembi. Sendo o único grupo brasileiro a se apresentar no primeiro dia de shows, abrindo o palco para Gojira, Korn e Slipknot.
Em abril de 2014, lançaram Que Seja Feita a Nossa Vontade, pela gravadora Wikimetal, cuja festa de lançamento "46Fest" foi realizada no Carioca Club, em São Paulo. O álbum foi eleito o melhor de 2014 pelo site Wikimetal.
Em 2015, a banda abriu o Palco Sunset do Rock in Rio, mesmo palco onde se apresentaram Halestorm, Lamb Of God e Deftones.
Em 2016, a banda se apresentou na icônica casa de shows americana Whisky A Go Go em 27 de janeiro. Já em setembro se apresentaram no Maximus Festival no palco Thunder Dome juntamente com o Far From Alaska.
Em 13 de novembro de 2017, lançam um novo álbum de estúdio intitulado TR3S. O primeiro clipe foi da música "Pânico”.
Em 22 de agosto de 2023, Jean Patton anuncia sua saída da banda. Assim, a banda anuncia a Terra de Ninguém Tour, entre setembro e novembro de 2023, que marca a despedida do guitarrista.

## Membros
Membros atuais
- Caio MacBeserra - Vocais (2008–presente)
- Vinicius Castellari - Guitarra (2008–presente)
- Baffo Neto - Baixo (2016–presente)
- Betto Cardoso - Bateria (2016–presente)[20]

Ex-Membros
- Gui Figueiredo - Bateria (2008-2011)
- Rafael Yamada - Baixo, Vocal (2008-2016)[21]
- Henrique Pucci - Bateria (2011-2016)[22]
- Jean Patton - Guitarra (2008–2023).[23]

## Discografia
EP's
- If You Want Your Survival Sign Wake up Tomorrow (2009)
- Ao Vivo @ Inferno Club (2011)

Álbuns de estúdio
- Doa a Quem Doer (2011)
- Que Seja Feita a Nossa Vontade (2014)
- TR3S (2017)